# Кидар
Кидар — упоминающийся в Ветхом Завете головной убор первосвященника (Исх 28:4,37,39, Лев 8:9 и др.).
Представлял собой тюрбан, чалму, из белого виссона. Судя по описанию, на переднюю сторону кидара с помощью голубого шнура прикреплялась золотая дощечка с надписью: «Святыня Господня» (Исх 28:4, 36-38).
Первосвященники надевали кидар только в официальных торжественных случаях (Лев 8:9, 16:4, Зах 3:5). Он очевидно служил знаком чистоты, чести и достоинства первосвященника. Впрочем нельзя определённо сказать, какая была первоначальная форма кидара; по мнению одних, он делался на подобие тиары, а по другим — составлял просто головную повязку.